# Parafia Matki Boskiej Szkaplerznej w Starych Wnorach

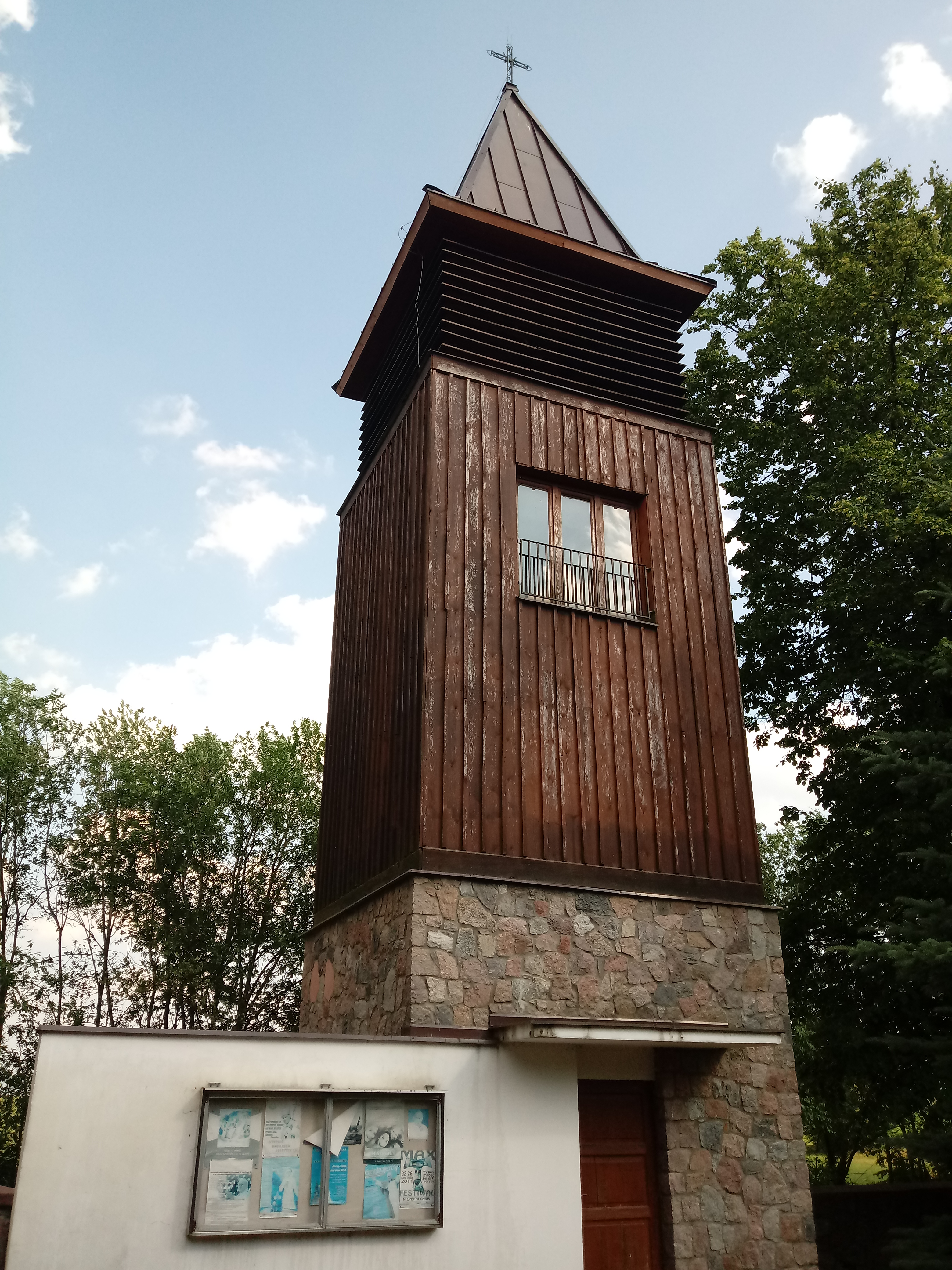
Dzwonnica

Parafia pw. Matki Boskiej Szkaplerznej w Starych Wnorach – rzymskokatolicka parafia należąca do dekanatu Kobylin, diecezji łomżyńskiej, metropolii białostockiej. Siedziba parafii mieści się w Starych Wnorach. 

## Historia
Parafia pw. Matki Boskiej Szkaplerznej została erygowana przez ks. bp Mikołaja Sasinowskiego, dnia 6 sierpnia 1974 roku.  

## Kościół parafialny
Kościół wzniesiony w latach 1957-1958, drewniany, salowy. W ołtarzu głównym wykonany w 1958 roku, wykorzystano elementy barokowe z ok. 1630 roku z manierystyczną dekoracją snycerską, pochodzące z kościoła parafialnego w Kobylinie-Borzymach: nastawa z trójbocznym szczytem i przerwanymi wolutowymi naczółkami, z kolumnami o trzonach dekorowanych rzeźbionymi festonami owocowymi, podwieszanymi na chustach; na nowych konsolach, na ścianie po bokach ołtarza rzeźby św. Apostołów Piotra i Pawła.  
Dzwon pochodzi również z Kobylina-Borzymy, barokowy z 1718 roku, fundacji tamtejszego proboszcza ks. Antoniego Jabłońskiego. W latach 1992–1999 kościół został wyremontowany, a w roku 2006 wzniesiona została murowana dzwonnica. 

## Proboszczowie
- ks. Józef Gwardiak (1984-1992)
- ks. Józef Ogórkis (1992-1999)
- ks. Tadeusz Suchta (1999-2012)
- ks. Walenty Bryc (2012-2020)
- ks. Zbigniew Kuczewski (2020- obecnie)

## Obszar parafii
Liczba wiernych wynosi 933 osoby. Wg zapisu na stronie kurii w maju 2021 r.: 720 osób.
W granicach parafii znajdują się miejscowości
- gmina Kobylin-Borzymy:
  - Stare Wnory,
  - Wnory-Kużele,
  - Wnory-Wandy,
  - Piszczaty-Kończany,
  - Piszczaty-Piotrowięta,
- gmina Kulesze Kościelne: 
  - Leśniewo-Niedźwiedź,
  - Stypułki-Szymany,
  - Wnory-Wypychy,
- gmina Rutki: 
  - Czochanie-Góra,

## Działalność parafialna
Msze święte
| Rok                    | W kościele parafialnym       | W kościele parafialnym                            | W kościele parafialnym                            | W kościele parafialnym                            | W kościele parafialnym                            | W kościele parafialnym                            | W kościele parafialnym                            | W kościele parafialnym       | W kościele parafialnym    |
| Rok                    | W dni zwykłe                 | W dni zwykłe                                      | W dni zwykłe                                      | W dni zwykłe                                      | W dni zwykłe                                      | W dni zwykłe                                      | W dni zwykłe                                      | W święta                     | W święta                  |
| Rok                    | Dzień tygodnia               | Dzień tygodnia                                    | Dzień tygodnia                                    | Dzień tygodnia                                    | Dzień tygodnia                                    | Dzień tygodnia                                    | Dzień tygodnia                                    | Kościelne                    | Zwykłe                    |
| Rok                    | Niedziela                    | Pon.                                              | Wto.                                              | Śro.                                              | Czw.                                              | Pią.                                              | Sob.                                              | Kościelne                    | Zwykłe                    |
| ---------------------- | ---------------------------- | ------------------------------------------------- | ------------------------------------------------- | ------------------------------------------------- | ------------------------------------------------- | ------------------------------------------------- | ------------------------------------------------- | ---------------------------- | ------------------------- |
| ...                    | ...                          | ...                                               | ...                                               | ...                                               | ...                                               | ...                                               | ...                                               | ...                          | ...                       |
| [ potrzebny przypis ]  | 7:00[l]; 9:00; 11:00 (suma). | 7:30; 700 16:00 (w październiku); 19:00 (w maju). | 7:30; 700 16:00 (w październiku); 19:00 (w maju). | 7:30; 700 16:00 (w październiku); 19:00 (w maju). | 7:30; 700 16:00 (w październiku); 19:00 (w maju). | 7:30; 700 16:00 (w październiku); 19:00 (w maju). | 7:30; 700 16:00 (w październiku); 19:00 (w maju). | 7:00[l]; 9:00; 11:00 (suma). | 16:00                     |
| 2021                   | 7:00[l]; 9:00; 11:00.        | 8:00; 16:00 (w październiku); 19:00 (w maju).     | 8:00; 16:00 (w październiku); 19:00 (w maju).     | 8:00; 16:00 (w październiku); 19:00 (w maju).     | 8:00; 16:00 (w październiku); 19:00 (w maju).     | 8:00; 16:00 (w październiku); 19:00 (w maju).     | 8:00; 16:00 (w październiku); 19:00 (w maju).     | 7:00[l]; 9:00; 700 11:00.    | 7:00[l]; 9:00; 700 11:00. |
| [l] - w okresie letnim |                              |                                                   |                                                   |                                                   |                                                   |                                                   |                                                   |                              |                           |

Nabożeństwa
| Rok              | W okresie Wielkiego Postu                                                      | Majowe              | Pierwszy piątek miesiąca | Pierwsza niedziela miesiąca |
| ---------------- | ------------------------------------------------------------------------------ | ------------------- | ------------------------ | --------------------------- |
| ...              | ...                                                                            | ...                 |                          |                             |
| 2021             | Piątek 15:00 - droga krzyżowa; Niedziela po każdej Mszy Świętej - gorzkie żale | W maju ok. 18:30[c] | 9:00; 16:00.             | Niedziela Adoracyjna        |
| [c] - codziennie |                                                                                |                     |                          |                             |

Uroczystości odpustowe
- Matki Boskiej Szkaplerznej
- Matki Boskiej Różańcowej